# COP .357
COP .357は、COP社が開発したペッパーボックスピストルである。

## 概要
.357マグナム弾4発を装填できるダブルアクション式小型拳銃で、縦2列、横2列の計4本の銃身と薬室を保つ構造から通常の拳銃の2倍ほどの幅があり、また同サイズの典型的な.25ACP弾を用いる自動拳銃よりも多くの場合重量が大きい。比較的小型なサイズに強力な実包を用いることにより、この拳銃は護身用の武装や警察の補助装備となった。
.22ウィンチェスター・マグナム・リムファイアー弾を用いる、より小型のバージョンも量産された。

## COP .357の構造と作動

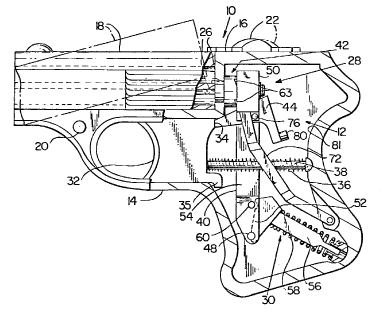
アメリカの特許4,407,085からのイラスト。内部機構を示す。

COP .357は設計と構造の点で極めて頑強である。この銃は強靱なステンレス鋼の部材で製造されている。弾薬は別々の4つの薬室内に装填され、弾を込めるにはトップブレーク方式の散弾銃と同じく、ラッチによって薬室をはね上げ式にスライドさせる。4つの薬室の各々には専用の撃針が取り付けられている。この拳銃は内蔵された撃鉄を用いており、引き金を引き絞るとラチェット作動・回転式の撃針を打撃するよう作動する。この機構は一度に一本の撃針を順番に叩く。より旧式の「ペッパーボックスピストル」もまた、複数の銃身を用いていたが、これらの銃身は部材ごと回転していた。COP .357は順番に各薬室を撃発するため、完全に内蔵されているもののラチェット作動・回転式撃針を使用する点で、1850年代のシャープス社製リムファイアー・ペッパーボックスピストルと同様な作動を行っている。
COP .357に関する不満は2点出されており、予備の銃として使うには重すぎ、また早撃ちするには最近の回転式拳銃と比較してもトリガー・プルが重過ぎることが挙げられる 。

## 経歴と登場作品
本銃はロバート・ヒルバーグによって設計されたもので、ヒルバーグの初期の作品である反乱用兵器を基礎としている。1983年に特許が取得された。
この銃は、カリフォルニア州トランスの西ロミタ大通り3040にあったCOP（Compact Off-Duty Police）社で生産されたが、同社は現在解散している。1990年のごく短い期間、この銃はアメリカン・デリンジャー社で製造された。
この銃は、幾本かの映画の中で小道具として用いられており、幾つかの例では改修が加えられている。COP .357は1982年の映画『ブレードランナー』の中で、映画の最初にブライオン・ハワード・ジェームスが演じるレプリカントであるリオン・コワルスキーにより使用された。
またテレビ番組『0011ナポレオン・ソロ』を再びテレビ向けに撮影した1983年の作品『The Return of the Man from U.N.C.L.E.: The Fifteen-Years-Later Affair』では、ロバート・ヴォーンがロケット弾を撃ち出すよう改修を加えた1挺を携行した。またCOP .357は『マトリックス・リローデッド』のパーセフォニーが携行しているのを見ることができる。また、この拳銃は『21ジャンプストリート』のカーチェイスの場面にも登場する。
アニメ『キディグレイド』では、ヒロインであるリュミエールの愛銃として登場している。
漫画『シティーハンター』では、野上麗香がこの拳銃を所持しているシーンが複数ある。